# Tobias Pellegrini
Tobias Pellegrini (* 3. April 1996 in Linz) ist ein österreichischer Fußballspieler.

## Karriere
Pellegrini begann seine Vereinskarriere im Sommer 2004 im Nachwuchsbereich des ASKÖ Blaue Elf Linz und kam über diesen im Sommer 2008 in den Nachwuchs des FC Pasching. Nachdem er ab Sommer 2010 in der AKA Linz gespielt hatte, wechselte er zum damaligen FC Pasching, für den er es zu neun Regionalligaeinsätzen und drei -treffern brachte. Zudem absolvierte er ein Ligaspiel für die FC Pasching Juniors in der sechstklassigen Bezirksliga Ost, in dem er ebenfalls ein Tor erzielte und steuerte bei der anschließenden Relegationshinrunde um den Aufstieg in die Fünftklassigkeit weitere zwei Treffer bei. Nach der Kooperation 2014 mit dem LASK gab Pellegrini sein Profidebüt für den Aufsteiger am 2. Spieltag der Saison 2014/15 gegen den TSV Hartberg, war aber weiterhin vorrangig für die zweite Mannschaft, die mittlerweile als SPG FC Pasching/LASK Juniors in Erscheinung trat, im Einsatz.
Zur Saison 2016/17 wurde er an den Ligakonkurrenten FC Blau-Weiß Linz verliehen.
Nach dem Ende der zweijährigen Leihe sollte Pellegrini als Kooperationsspieler zum FC Juniors OÖ (ehemals FC Pasching) kommen, jedoch wechselte er im Juli 2018 zum Regionalligisten WSC Hertha Wels. Für Hertha Wels kam er zu 27 Einsätzen in der Regionalliga. Zur Saison 2019/20 schloss er sich dem Stadtrivalen und Ligakonkurrenten FC Wels an. In drei Spielzeiten beim FC Wels spielte er 52 Mal in der Regionalliga, ehe er am Ende der Saison 2021/22 mit den Oberösterreichern aus dieser abstieg.
Daraufhin wechselte Pellegrini zur Saison 2022/23 zum Zweitligisten SK Vorwärts Steyr, bei dem er einen bis Juni 2023 laufenden Vertrag unterschrieb. Für Steyr kam er zu 26 Zweitligaeinsätzen, in denen er siebenmal traf. Mit Vorwärts stieg er zu Saisonende aber in die Regionalliga ab. Im Anschluss daran wechselte Pellegrini zur Saison 2023/24 zum Zweitligisten SKU Amstetten, bei dem er einen bis Juni 2025 laufenden Vertrag erhielt. Für die Niederösterreicher absolvierte er 13 Zweitligapartien.
Im Jänner 2024 wechselte er leihweise zur viertklassigen SPG Pregarten. Während der Leihe kam er zu 15 Einsätzen in der OÖ Liga, in denen er neunmal traf. Zur Saison 2024/25 wechselte er zum Regionalligisten SK Bischofshofen. Für den Klub aus der Regionalliga West kam er in dieser Spielzeit in 28 Meisterschaftsspielen zum Einsatz und erzielte dabei 15 Tore. Im Endklassement rangierte er mit der Mannschaft auf dem neunten Tabellenplatz. Außerdem zog er mit der Mannschaft in das Finale des Salzburger Fußballcups ein und unterlag in diesem dem amtierenden Titelverteidiger Pinzgau Saalfelden mit 0:1.
Zur Saison 2025/26 wechselte Pellegrini zum Zweitligisten SV Austria Salzburg.